# Gemeinde Cerknica

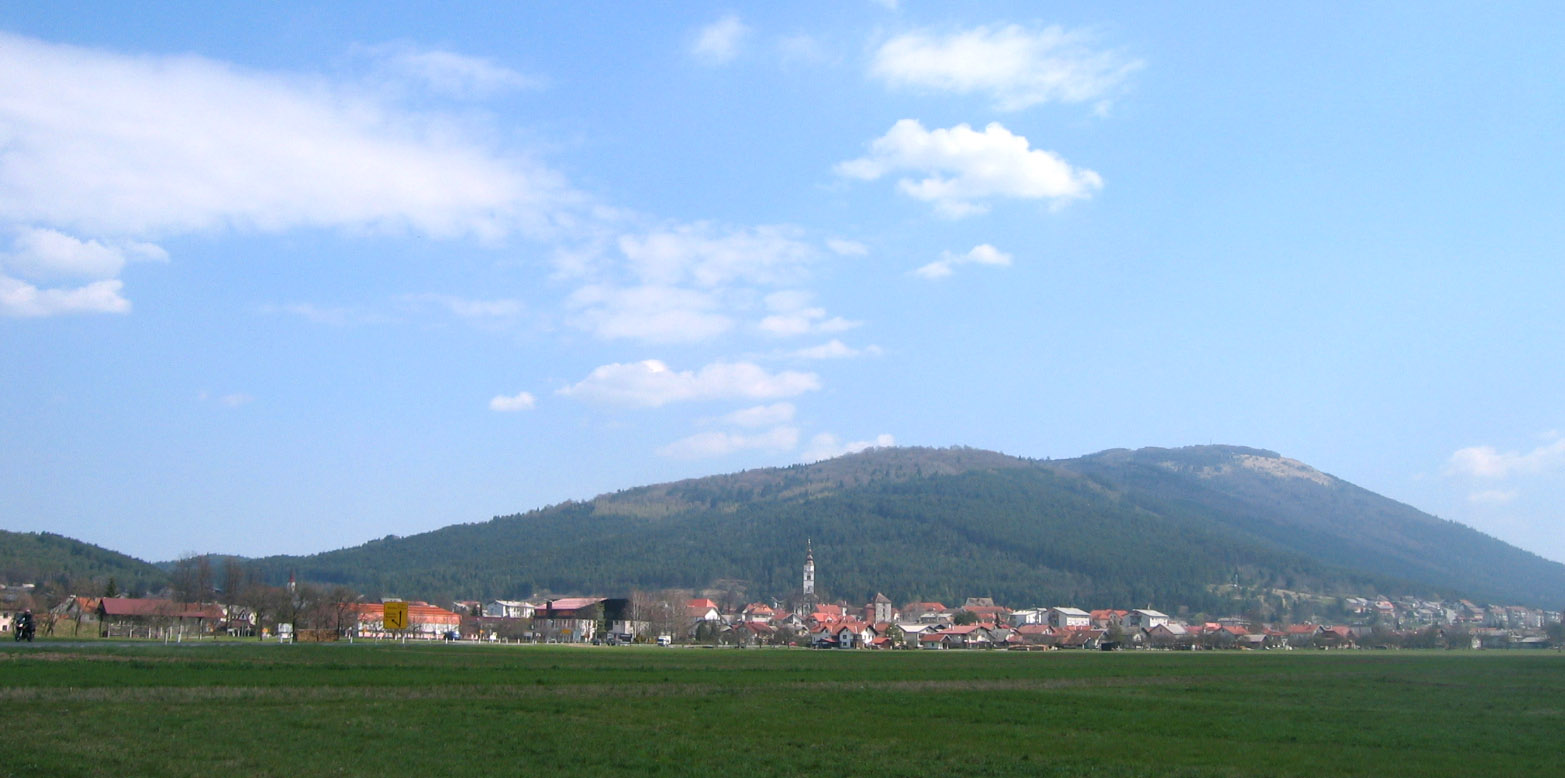
Cerknica vor dem Berg Slivnica

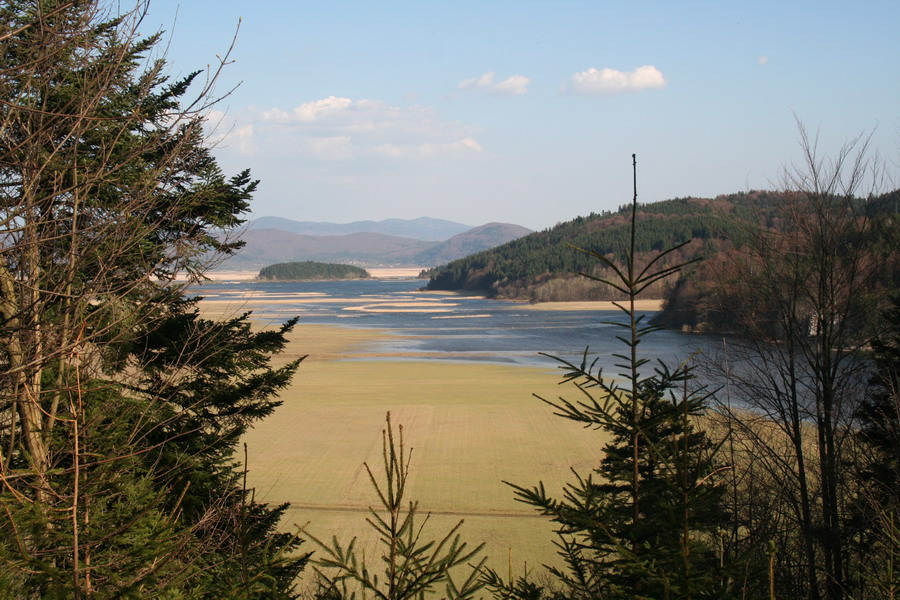
Zirknitzer See

Die Gemeinde Cerknica (deutsch Zirknitz; italienisch Circonio) ist eine Gemeinde in der Region Notranjska im Südwesten Sloweniens. Sie ist nach ihrem Hauptort Cerknica benannt.
Das bekannteste Wahrzeichen der Gemeinde ist der Zirknitzer See Cerkniško jezero im Süden der Stadt, der größte See Sloweniens.

## Ortschaften der Gemeinde
Die Gemeinde besteht aus folgenden Orten:
- Beč (Etsch)
- Bečaje  (Betschay)
- Begunje pri Cerknici (Katzenstein)
- Bezuljak (Besoullak)
- Bločice (Wlatschitz)
- Bloška Polica (Sankt Merten)
- Brezje (Wressiach)
- Cajnarje (Kazianerdorf)
- Cerknica (Zirknitz)
- Čohovo (Kaisersberg)
- Dobec (Schwabendorf)
- Dolenja vas (Niederdorf)
- Dolenje Jezero (Nieder Seedorf)
- Dolenje Otave (Unterittau)
- Gora (Johannisberg)
- Gorenje Jezero (Ober Seedorf)
- Gorenje Otave (Oberittau)
- Goričice (Goritschitz)
- Grahovo (Grahau)
- Hribljane (Sankt Veit)
- Hruškarje (Hruschkarje)
- Ivanje selo (Eibenschuß)
- Jeršiče (Jerschitz)
- Korošče (Karner)
- Koščake (Koschach)
- Kožljek (Kosleck)
- Kranjče (Kraintsche)
- Kremenca (Kremenza)
- Krušče (Krusche)
- Kržišče (Kerschische)
- Laze pri Gorenjem Jezeru (Lassach beim Zirknitzersee)
- Lešnjake (Leschniak)
- Lipsenj (Lipsen)
- Mahneti (Machnet)
- Martinjak (Martinsbach)
- Milava (Mühlau)
- Osredek (Orsedek)
- Otok (Inselwerth)
- Otonica (Ottenstein)
- Pikovnik (Förchenberg)
- Pirmane (Behrmannsdorf)
- Podskrajnik (Podskreinik)
- Podslivnica (Hexenberg)
- Ponikve (Ponigl)
- Rakek (Fulm)
- Rakov Škocjan (Radig-Sankt Canzian)
- Ravne (Raunach)
- Reparje (Reparje)
- Rudolfovo (Rudolfsberg)
- Selšček (Seuschtschek)
- Slivice (Haasberg)
- Slugovo (Slugau)
- Stražišče (Wartenberg)
- Sveti Vid (Sankt Veit)
- Ščurkovo (Schurkau)
- Štrukljeva vas (Struckeldorf)
- Tavžlje (Tauschel)
- Topol pri Begunjah (Topoll)
- Unec (Maunitz)
- Zahrib (Sahrib)
- Zala  (Sallach)
- Zelše (Elsach)
- Zibovnik (Schibounig)
- Žerovnica (Scheraunitz)
- Župeno (Schuppenau)

Auf dem Gemeindegebiet wurden in mehreren Orten Massengräber aus der Zeit des Zweiten Weltkriegs gefunden.

## Sehenswürdigkeiten
- Zirknitzer See im Planina-Karstfeld. Er gilt als der größte Sickersee der Welt und ist einer der größten „intermittierenden Seen“ in Europa.[4]
- Berg Slivnica (1114 m)[5][6]
- Wasserhöhle Kreuzberghöhle (slowenisch Križna jama)[7]
- Kirchen in der Stadt Cernica: Mariae Geburt, Johannes der Täufer und Rochuskapelle.[8][9][10][11]
- Notranjska-Nationalpark
- Landschaftsschutzpark Rakov Škocjan

## Nachbargemeinden
| Logatec  | Vrhnika, Borovnica, Brezovica               | Velike Lašče |
| Postojna | Kompassrose, die auf Nachbargemeinden zeigt | Bloke        |
| Pivka    | Pivka, Loška Dolina                         | Loška Dolina |